# 陳昌言 (嘉靖進士)
陳昌言（1496年—？），字德夫，廣東潮州府揭陽縣人，民籍，明朝官员。

## 生平
廣東鄉試第七十二名舉人。嘉靖二十三年（1544年）中式甲辰科會試第二百八十二名，登第三甲第八十四名進士。任福州府同知。

## 家族
曾祖陳孟容；祖父陳進寶；父陳廉，母石氏。永感下。兄昌代。